# Lysimachia huchimingii
Lysimachia huchimingii är en viveväxtart som beskrevs av G.Hao och H.F.Yan. Lysimachia huchimingii ingår i släktet lysingar, och familjen viveväxter. Inga underarter finns listade i Catalogue of Life.